# Izobil'nenskij rajon
L'Izobil'nenskij rajon, in russo Изобильненский район?, è un rajon del Kraj di Stavropol', nel Caucaso.